# 영장류 바닥핵
바닥핵(basal ganglia, 기저핵)은 모든 척추동물의 주요 뇌 시스템을 형성하지만, 영장류(인간 포함)에서는 특별한 차별화 특징이 있다.

## 겉질줄무늬체 연결
겉질줄무늬체(corticostriate, 피질선조체)

## 줄무늬체
줄무늬체(striatum, 선조체)

## 창백핵흑색질 세트와 페이스메이커
창백핵(globus pallidus, 담창구)
흑색질(substantia nigra, 흑질)
창백핵흑색질 세트(pallidonigral set, 담창구흑질 세트)

### 구성

#### 외부 창백핵
창백핵(globus pallidus, 담창구)

#### 흑색질
흑색질(substantia nigra, 흑질)

#### 치밀부
치밀부(pars compacta, 치밀 부분)

#### 망상부
그물부(pars reticulata, 그물 부분, 망상부)

### 줄무늬체창백핵흑색질 다발
줄무늬체창백핵흑색질 다발(striatopallidonigral bundle, 선조체담창구흑질속)

#### 창백핵흑색질 아웃맵
창백핵흑색질 아웃맵(Pallidonigral outmaps, 담창구흑질 아웃맵)

## 같이 보기
- 줄무늬체
- 창백핵
- 흑색질
- 무명질